# Glaucodontia pyraustoides
Glaucodontia pyraustoides är en fjärilsart som beskrevs av Munroe 1972. Glaucodontia pyraustoides ingår i släktet Glaucodontia och familjen Crambidae. Inga underarter finns listade i Catalogue of Life.